# Реній
Реній (англ. rhenium, нім. Rhenium n) — хімічний елемент. Від назви р. Рейну. Символ Re, атомний номер 75; атомна маса 186,207. У природі існує два ізотопи: стабільний 185Re і радіоактивний 187Re. Елемент передбачений Д.Менделєєвим в 1869 р., виявлений в 1925 р. німецькими геохіміками І. та В. Ноддак в колумбіті і ґадолініті. У 1926 р. реній був виділений ними в чистому вигляді, а в 1928 р. вони встановили, що найвищий вміст його характерний для молібденіту і що реній є геохімічним аналогом молібдену.

## Загальна характеристика
Сріблясто-білий тугоплавкий метал. Хімічно дуже стійкий. Густина 21030 кг/м³; tплав 3190 °C; tкип 5600 °C. Реній вирізняється високим електричним опором і твердістю, пластичністю, легко утворює сплави з Мо, Pt, Os, Co, V, W, Ta, Nb і за багатьма властивостями близький до платини. Халькофільний. Парамагнітний. Реній — рідкісний розсіяний елемент. Середній вміст ренію в земній корі 7•10−8% мас.
Реній вирізняється високою міграційною здатністю і в окиснювальному середовищі легко виноситься. Найбільш збагачені ним молоді фанерозойські родовища. Нагромаджується також в осадових утвореннях мідистих сланців (Мансфельд, Німеччина) і мідистих пісковиках (Джезказган, Казахстан), при цьому ренійвмісні руди локалізуються в крайових частинах депресій.
Реній, як типовий розсіяний елемент, концентрується в плутоногенних гідротермальних мідно-молібденових родовищах, а також в осадових мідистих пісковиках і мідистих сланцях, звідки він попутно добувається при комплексній переробці руд.

## Історія
Реній (лат. Rhenus що означає Рейн) був останнім із хімічних елементів, що мають стабільні ізотопи, якій був відкритий у природі. Існування ще не відкритого елементу було передбачено Д. І. Менделеєвим на основі переодичної системи елементів. Інша теоретична інформація була отримана Генрі Мозлі у 1914. Але він був остаточно відкритий Вальтером Ноддаком, Ідою Таке, та Отто Бергом у Німеччині. В 1925 році вони повідомили про визначення елементу в платиновій руді та мінералі колумбіт. Також вони знайшли реній у гадолініті та молібденіті. У 1928-му вони змогли віділити 1 г цього елементу переробивши 660 кг молібденіту. Процес був настільки складний, що видобуток ренію був призупинений до 1950 р. коли було налагоджено виробництво вольфрам-ренієвого та молібден-ренієвого сплаву. Ці сплави знайшли широке застосування в промисловості, що обумовило великий попит на реній, добутий з мідної руди.
У 1908 японський хімік Масатака Огава заявив, що він відкрив елемент номер 43 Nipponium (Np) на честь Японії. Однак, надалі аналіз показав наявність ренію в його зразках (елемент номер 75), а не елемента 43 технецію. Символ Np надалі був використаний для елемента Нептуній.

## Походження назви
Названий на честь батьківщини Іди Ноддак-Таке (Ida Noddack-Tacke) — Рейнської провінції Німеччини, лат. Rhenus — Рейн.

## Отримання

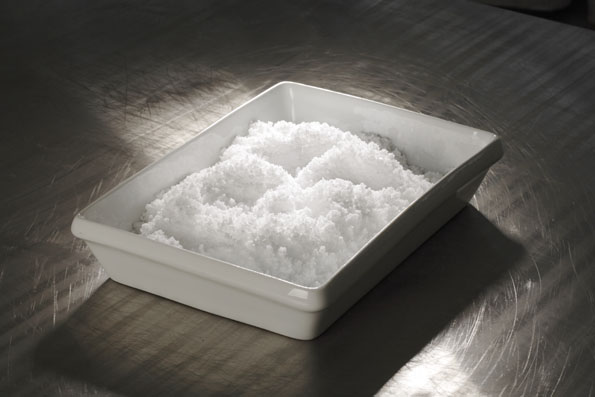
Ammonium perrhenate

Основне джерело отримання ренію — молібденові концентрати (вміст ренію 0,01–0,04%). Виробництво ренію базується на відходах, що отримують при переробці молібденових, мідно-молібденових і мідних концентратів. При випаленні цих концентратів реній окислюється до Re2O7 і випаровується з пилом, який вловлюється на фільтрах випалювальних печей. Пил містить 0,01–0,2% Re при початковій його кількості в концентраті 0,005–0,05%.
Оксид ренію переводять аміачною водою в перренат амонію:
{\displaystyle \mathrm {Re_{2}O_{7}+H_{2}O+2\ NH_{3}\longrightarrow 2\ NH_{4}ReO_{4}} }
який при високі температурі і тоці водню відновлюється до металу:
{\displaystyle \mathrm {2\ NH_{4}ReO_{4}+4\ H_{2}\longrightarrow 2\ Re+N_{2}+8\ H_{2}O} }
Великими вважаються родовища із запасами понад 30–40 т Re, дрібні — близько 3–5 т. У присутності молібдену реній не може утворювати власних мінералів і розсіюється в молібденіті, накопичуючись в різних низькотемпературних типах руд і в останніх їх генераціях. Тому, якщо в кварц-вольфрамітових і кварц-молібденітових родовищах в молібденіті міститься 0,001–0,003% Re, то в молібденіті більш низькотемпературних родовищ кількість його на порядок вища. Середнє співвідношення Мо:Re = 5000. Крім молібденіту, для якого мінеральний кларк 114 г/т, реній входить до складу халькопіриту (0,6 г/т) і піриту (0,3 г/т). У пентландит-халькопірит-піротинових рудах реній виявляє деяку схожість з елементами платинової групи, накопичуючись спільно з осмієм і іридієм в піротині. У мідно-колчеданових родовищах він концентрується в халькопіриті й піриті і, хоч вміст його тут і низький, загальні запаси значні. При метаморфізмі колчеданових руд він, як правило, виноситься. Найбільш високий вміст ренію характерний для мідно-молібденових родовищ (в молібденіті 400–900 г/т). Максимальний вміст (18800 г/т) пов'язаний з ромбоедричною β-модифікацією молібденіту. У цих родовищах спостерігається пряма кореляція між вмістами в молібденіті ренію і селену.

## Застосування
Застосовують реній у наджаротривких сплавах, вакуумній техніці, як каталізатор тощо. Унікальна роль ренію в каталітичних процесах, зокрема при крекінгу нафти.

## Ізотопи
Природний реній має стабільний ізотоп реній-185, що, тим не й менше у природі зустрічається у менших кількостях ніж радіоактивний природний ізотоп. Така ситуація повторюється лише з одним іншим елементом — індієм. Природний реній містить 37,4% 185Re, що є стабільним, та 62,6% 187Re, що є радіоактивним, та має дуже великий період напіврозпаду (~1010 років). Така ситуація обумовлена внутрішнім станом атому ренію. Явище бета-розпад ізотопу 187Re використовується для ренієво-осмієвого аналізу копалин. Вільна енергія цього бета-розпаду (2,6 кеВ) є однією з найнижчих з усіх відомих радіонуклідів. Також відомо 26 інших ізотопів ренію.

## Біологічна роль
Реній не бере участі в біохімічних процесах та не відіграє біологічної ролі.